# 1001 Albums You Must Hear Before You Die
1001 Albums You Must Hear Before You Die  (em português, 1001 Discos Para Ouvir Antes de Morrer) é um livro de referência musical lançado em 2006, que reúne 90 jornalistas e críticos musicais de todo o mundo. Sua concepção original é de Robert Dimery, co-fundador da Rolling Stone.
O livro consiste de uma lista de álbuns lançados entre os anos de 1955 e 2005, com revisões a cada 2 anos incluindo obras mais novas. Embora existam os mais diversos estilos musicais como jazz, blues, heavy metal, soul e música experimental, o rock e o pop ocupam posição destacada.
A publicação contém mais de 900 imagens. Quando o álbum é indicado, aborda-se também o momento histórico, além de relatar curiosidades da gravação.
Os álbuns brasileiros presentes no livro são:
- Getz/Gilberto (1964) de João Gilberto e Stan Getz
- Beach Samba (1967) de Astrud Gilberto
- Francis Albert Sinatra & Antonio Carlos Jobim (1967) de Frank Sinatra e Tom Jobim
- Caetano Veloso (1968) de Caetano Veloso
- Os Mutantes (1968) de Os Mutantes
- Clube da Esquina (1972) de Milton Nascimento e Lô Borges
- África Brasil (1976) de Jorge Ben Jor
- Vento de Maio (1978) de Elis Regina
- Arise (1991) de Sepultura
- Roots (1996) de Sepultura
- Tanto Tempo (2000) de Bebel Gilberto

Também aparecem no livro os brasileiros Carlinhos Brown, Chico Buarque e +2.